# Théo Kerg

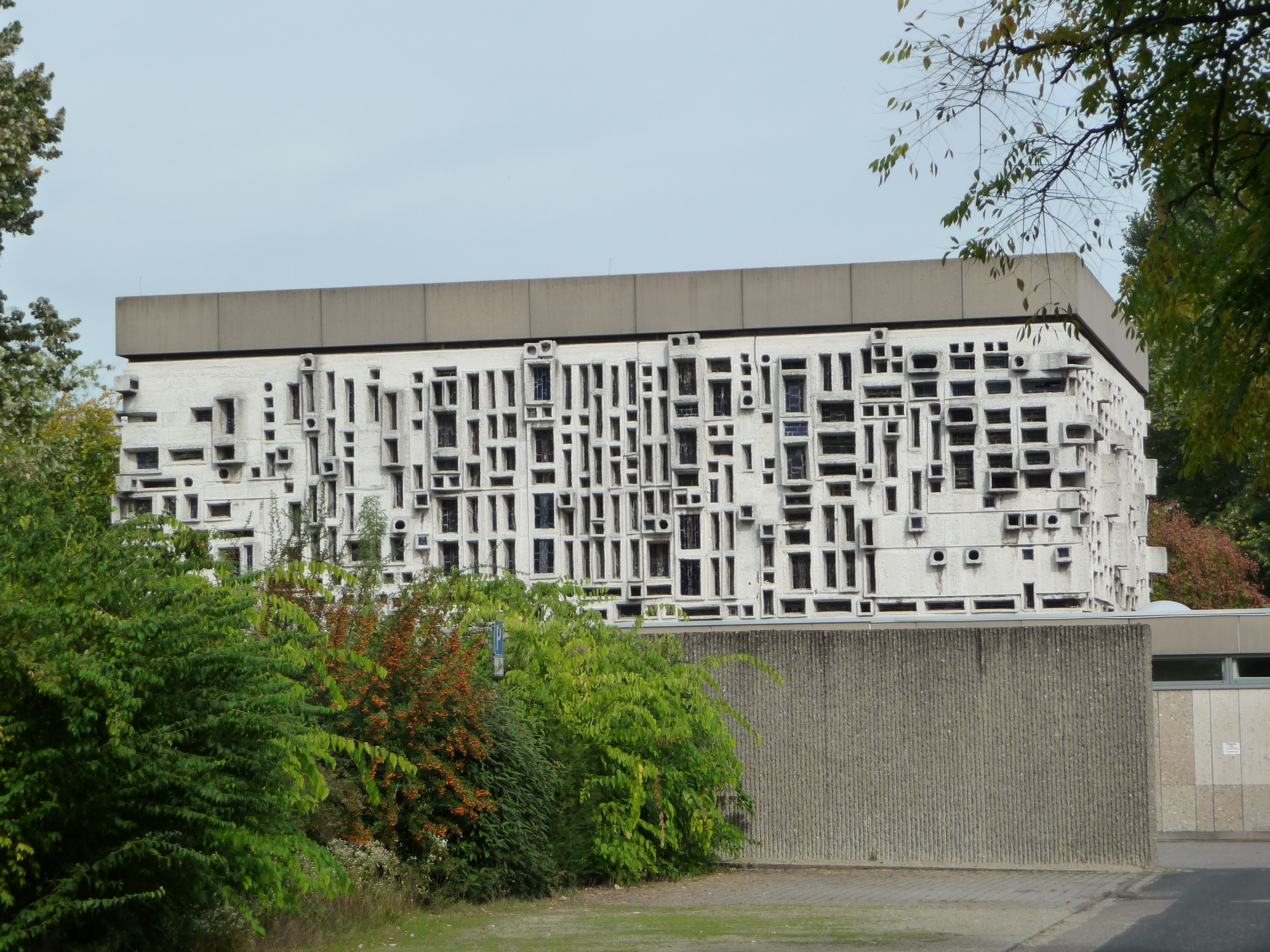
Gevel mortuarium (1964-1965) in Mannheim

Théophile (Théo) Kerg (Niederkorn, 2 juni 1909 – Chissey-en-Morvan, 4 maart 1993) was een Luxemburgs beeldhouwer, glazenier, graficus en kunstschilder.

## Leven en werk
Théo Kerg was een zoon van schoolmeester, organist en componist Jean Kerg (1866-1937) en Margaretha Tresch (1878-1954). Hij bezocht de Industrieschool in Esch-sur-Alzette.In 1929 trok hij naar Parijs, waar hij studeerde aan de École nationale supérieure des arts décoratifs en het Institut d'art et d'archéologie (Parijs 1). Om in Luxemburg les te kunnen geven, moest hij minimaal een jaar aan een Duitse academie of universiteit hebben gestuurd. Hij studeerde daarom aan de Kunstacademie Düsseldorf (1932-1933), als leerling van Paul Klee en Oscar Moll. Vanaf 1933 gaf hij -aanvankelijk als stagiair- les als kunstdocent aan zijn oude Industrieschool in Esch. 
Kerg was de eerste abstract schilder in Luxemburg. Hij maakte daarnaast onder meer gravures, glasramen en sculpturen. Hij sloot zich aan bij de kunstenaarsvereniging Cercle Artistique de Luxembourg (CAL), waar hij van 1932 tot 1938 deelnam aan de jaarlijkse salons. Hij was daarnaast lid van de internationale groep Abstraction-Création (1934-1936). In 1935 ontving hij zijn eerste internationale medaille op de wereldtentoonstelling in Brussel. De CAL was verantwoordelijk voor de aankleding van het Luxemburgs paviljoen op de New York World's Fair (1939) en schakelde Kerg in om met Victor Jungblut en Jang Thill een 80 vierkante meter grote voorstelling te schilderen van een geografische, toeristische en economische kaart van het Groothertogdom in reliëf.
Tweede Wereldoorlog
Uit protest tegen de Duitse bezetting nam hij in 1943 ontslag als docemt, om zich als schilder en landbouwer in Bivels te vestigen. In de verwarring na de Amerikaanse bevrijding in september 1944, werd Kerg opgepakt door de militie in Vianden. Hij werd zonder proces vijftien maanden gevangen gezet, eerst in Diekirch, daarna in Grund. In 1946 werd hij gedwongen te werken in de wederopbouw in het noorden van Luxemburg. In december 1948 werd hij tot tien maanden gevangenisstraf veroordeeld. Omdat zijn arrestatie onrechtmatig bleek en hij al had gewerkt in de wederopbouw, hoefde hij niet te zitten. In 1950 legde een onderzoekscommissie naar administratieve zuiveringen hem alsnog een boete op en een verbod om twintig jaar lang -gerekend vanaf oktober 1944- in Luxemburg enige artistieke of literaire activiteit uit te oefenen. In 1955 werd hem amnestie verleend.
Frankrijk
In september 1946 verliet Kerg Luxemburg om naar Venezuela te emigreren. Hij kwam in Parijs en besloot daar te blijven, dankzij opdrachten van Paul Éluard kon hij het hoofd boven water houden. In 1953 kon hij een woning met atelier kopen aan de Rue Saint-Honoré in Parijs. 
Vanaf 1955 tot 1975 ontwikkelde Kerg het tactilisme, een techniek die hij definieerde als de 'animatie van materie'. Door te spelen met licht en ruimte en gebruik te maken van een breed scala aan materialen om reliëf aan te brengen creëerde hij tastbare werken. Hij zei daarover "Man kann [meine Werke …] betasten. Dies scheint mir sehr wichtig: meditieren und betasten! Es sind Tastobjekte. Daher der Name, den ich meiner Malerei gegeben habe: Taktilismus. Durch den Tastsinn offenbaren sich Welten." Eind 1959 hield hij in Galerie Bellechasse in Parijs zijn eerste tactilistische tentoonstelling onder de naam Tactilisme lunaire et terrestre.
In 1989 werd in het Duitse Schriesheim het Museum Théo Kerg geopend. Door gezondheidsproblemen kwam Kerg dat jaar in een rolstoel te zitten. Hij verkocht zijn huis en atelier in Parijs en verhuisde naar Chissey-en-Morvan in de Bourgogne. Hij overleed er een aantal jaren later, op 83-jarige leeftijd. Hij werd naast zijn ouders op de begraafplaats in Pétange begraven. 

## Enkele werken
- 1947 20 houtsneden voor het boek Dignes de vivre van Paul Éluard.
- 1950 zes litho's voor Aux Cent Routes Du Ponant, een dichtbundel van Louis le Cunff.
- 1959 ramen, sculpturen en een kruisweg voor de Sint-Andreaskerk in Neckarhausen.
- 1964 ijzeren sculptuur in Zermatt.
- 1965 sculptuur in beton en glazen platen, Heidelberg.
- 1964-1965 vier sculpturale gevels voor het kubusvormige mortuarium op de hoofdbegraafplaats in Mannheim. Het geheel bestaat uit 400 m² muren van geprefabriceerde witte betonelementen met Carrara marmer en glas-in-loodramen.
- 1969 kruisweg in glas en beton voor de Drievuldigheidskerk in Wiesloch.[8]
- 1967-1969 ontwerp glas-in-betonramen, altaar, doopvont en ambo voor de Heilige Geestkerk in Cents.[9]
- 1972 glasraam voor de Markuskerk in Seeberg (Keulen)
- 1977 glazen sculptuur voor het zwem- en sportcentrum in Ziegelhausen bij Heidelberg.
- 1979 lichtmuur in beton en glasplaten voor de begraafplaatskapel in Gonderange.
- 1982 glazen sculptuur in Homburg.

## Onderscheidingen (selectie)
- 1935 gouden medaille op de wereldtentoonstelling in Brussel.
- 1951 1e prijs op de Biennale Internazionale d'Arte marinara van Genua
- 1952 Hallmark-prijs, New York
- 1953 Prix San Martino in Noceto
- 1968 zilveren medaille Europa Arte, Ancona
- 1971 zilveren medaille van de stad Montrouge voor een glasontwerp
- 1971 1e prijs, centre culturel de Meudon
- 1971 Grand Prix op de vierde biennale de la peinture et sculpture in Cannes
- 1978 Auszeichnung mit Plakette guter Bauten voor het mortuarium in Mannheim, van de Bund Deutscher Architekten en Land Baden-Würtemberg.